# Djoari (Piéla)
Pour les articles homonymes, voir Djoari.
Djoari est une localité située dans le département de Piéla de la province de la Gnagna dans la région Est au Burkina Faso.

## Santé et éducation
Le centre de soins le plus proche de Djoari est le centre de santé et de promotion sociale (CSPS) de Piéla.